# سایفرت ۴۳۶۹
سیارک ۴۳۶۹ (به انگلیسی: 4369 Seifert، نامگذاری:1982OR) چهار هزار و سیصد و شصت و نهمین سیارک کشف شده‌است که در ۳۰ ژوئیه ۱۹۸۲ کشف شد.
قدر مطلق سیارک برابر ۱۱٫۹۰ است.